# Никарх
Никарх (др.-греч. Nίκαρχoς) — военачальник государства Селевкидов в III веке до н. э.

## Биография
Никарх был полководцем царя Антиоха III Великого. Во время Четвёртой Сирийской войны Антиох выступил с войском против города Раббатаманы, так как узнал, что здесь находится значительный вражеский отряд, совершающий набеги на земли примкнувших к сирийскому царю арабов. Никарху и другому офицеру Феодоту было поручено с помощью осадных машин проломить стены города. Зная, что Антиох неустанно наблюдает за ними, оба военачальника, по словам Полибия, «действовали с большим старанием и неослабно соревновались между собою в том, кто первый свалит часть стены, находящуюся перед его сооружениями». После окончания осады Антиох оставил в городе Никарха с сильным гарнизоном.
Во время произошедшей в 217 году до н. э. битвы при Рафии Никарх вместе с Феодотом возглавлял фалангу. По свидетельству Полибия, именно на фалангу в наибольшей степени рассчитывал Антиох. Но во время сражения, после поражения левого крыла селевкидского войска, воины Никарха перешли к отступлению.